# Energía solar en Arkansas
La energía solar en Arkansas puede proporcionar el 33.3% de toda la electricidad utilizada en Arkansas desde 12,200 MW de paneles solares.
La medición neta está disponible para todos los consumidores residenciales hasta 25   kW y 300   kW para usuarios no residenciales, pero se pierde una vez al año al final del ciclo de facturación de 12 meses, que debe realizarse en la primavera para evitar perder el exceso de generación de verano. Las mejores prácticas de IREC, basadas en la experiencia, no recomiendan límites a la medición neta, individual o global, y la renovación perpetua de créditos de kWh. Un programa de reembolso está disponible para sistemas de hasta 25   kW que pagan $ 1.50 / kWh generados durante el primer año de operación. Un 5   El sistema de kW, con un costo de $ 17,500 después de recibir un crédito fiscal federal del 30%, produciría, aproximadamente, 6484 kWh / año, con un reembolso de aproximadamente $ 9,726. El crédito fiscal federal está disponible hasta 2021. En 2010, la Biblioteca Pública de Fayetteville instaló una 13.5.   Matriz solar de kW, [] y recibió un reembolso por los 20,547 kWh generados de $ 30,821.10.
La compañía más grande en Arkansas, y ocasionalmente en el mundo, [ estableció en 2005 la meta de ser alimentado al 100% con energía renovable. Para abril de 2012, generaban un 4% a nivel local, principalmente a partir de paneles solares en los techos, y en general utilizaban un 22% de energía renovable.
| Año  | Capacidad | Instalado | % Cambio |
| ---- | --------- | --------- | -------- |
| 2009 | 0.2       | 0.2       |          |
| 2010 | 1.0       | 0.6       | 400%     |
| 2011 | 1.1       | 0.1       | 10%      |
| 2012 | 1.5       | 0.6       | 55%      |
| 2013 | 1.8       | 0.2       | 13%      |
| 2014 | 3.8       | 2.0       | 111%     |
| 2015 | 20.1      | 16.3      | 429%     |